# サンドラ・ケッペン
サンドラ・ケッペン（Sandra Köppen  1975年5月15日- ）は、旧東ドイツのポツダム出身の柔道及び相撲の選手。階級は78kg超級。身長175cm。体重133kg。

## 人物
2000年のシドニーオリンピックでは準決勝で中国の袁華に大内刈で敗れるなどして5位にとどまり、メダル獲得はならなかった。2001年に地元ドイツのミュンヘンで開催された世界選手権では準々決勝でキューバのダイマ・ベルトランに敗れるが、3位決定戦でイギリスのカリーナ・ブライアントを破って3位となった。2004年のアテネオリンピックでは2回戦で敗れた。2007年の世界選手権では2回戦で日本の塚田真希に指導2で敗れるが、敗者復活戦を勝ち上がり3位決定戦ではフランスのアン＝ソフィー・モンディエールを破って2度目の3位となった。翌年の北京オリンピックでは2回戦で敗れた。
柔道以外に相撲にも取り組んでいて、世界女子相撲選手権大会の重量級と無差別で計3回優勝している。

## 主な戦績
(階級表記のない大会は全て72kg超級及び78kg超級での成績)
- 1992年 - 世界ジュニア　5位
- 1993年 - イギリス国際　優勝
- 1993年 - ヨーロッパジュニア　3位
- 1995年 - 世界選手権　無差別　5位
- 1996年 - ポーランド国際　3位
- 1997年 - ハンガリー国際　優勝
- 1997年 - 世界選手権　7位
- 1999年 - 福岡国際　無差別　3位
- 1999年 - フランス国際　3位
- 1999年 - ドイツ国際　2位
- 1999年 - チェコ国際　優勝
- 1999年 - ヨーロッパ選手権　3位
- 2000年 - ロシア国際　2位
- 2000年 - フランス国際　3位
- 2000年 - ドイツ国際　優勝
- 2000年 - チェコ国際　優勝
- 2000年 - オランダ国際　優勝
- 2000年 - シドニーオリンピック　5位
- 2001年 - チェコ国際　優勝
- 2001年 - オランダ国際　3位
- 2001年 - ヨーロッパ選手権　無差別　優勝
- 2001年 - 世界選手権　3位
- 2001年 - グランプリ・セビリア　優勝
- 2002年 - フランス国際　2位
- 2002年 - チェコ国際　優勝
- 2002年 - ヨーロッパ選手権　優勝
- 2003年 - ドイツ国際　3位
- 2003年 - チェコ国際　2位
- 2003年 - ヨーロッパ選手権　3位
- 2003年 - 世界選手権　5位
- 2006年 - ドイツ国際　3位
- 2006年 - エストニア国際　優勝
- 2006年 - ロシア国際　2位
- 2007年 - ブルガリア国際　2位
- 2007年 - ポルトガル国際　優勝
- 2007年 - 世界選手権　3位